# ディズニー・ネットワークス・グループ・アジア・パシフィック

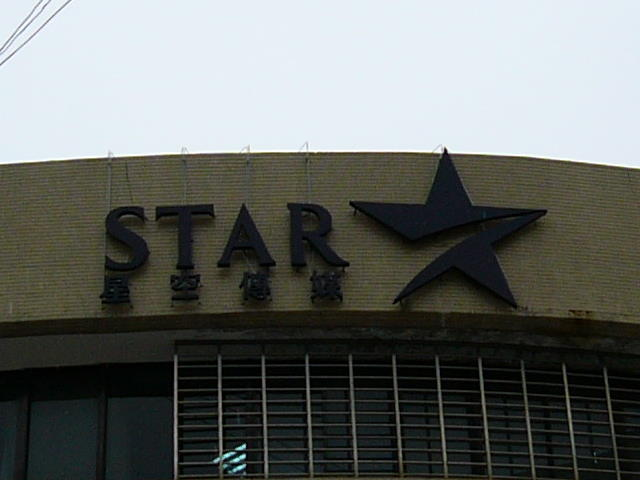
台湾支社に掲げられた旧社名ロゴ

ディズニー・ネットワークス・グループ・アジア・パシフィック・リミテッド（Disney Networks Group Asia Pacific Limited、中国語：迪士尼傳媒集團）は、かつてウォルト・ディズニー・カンパニーが所有していた、香港を本拠とするアジア向けの衛星テレビ放送局である。
旧社名は、1990年から2001年まではサテライト・テレビジョン・アジアン・リージョン・リミテッド（Satellite Television Asian Region Limited、2001年から略称のSTARを使用したSTAR TV、2009年まで単にStarとして取引された）、その後旧ニューズ・コーポレーション傘下に入りフォックス・インターナショナル・チャンネルズ・アジア・パシフィック・リミテッド（Fox International Channels Asia Pacific Limited）、その後フォックス・ネットワークス・グループ・アジア・パシフィック・リミテッド（Fox Networks Group Asia Pacific Limited）へと改名している。
元々はハチソン・ワンポアが設立した企業であり、かつてアジア全域をカバーする衛星放送局であった。2019年3月20日、ウォルト・ディズニー・カンパニーが21世紀フォックスのエンターテインメント資産を買収したことに伴い、ディズニー・ブランデッド・テレビジョン部門と合併したが、2024年1月1日に解散した。同局のチャンネルは東アジアと東南アジアで視聴可能であり、以前は南アジアと中東を対象としていた。

## 歴史

### 開局
同社は1990年8月31日、ハチソン・ワンポアによってキューフォード・リミテッド（Quford Limited）として設立され、1991年1月31日にハッチビジョン・チャンネル・サービス・リミテッド（Hutchvision Channel Services Limited）、同年7月4日にサテライト・テレビジョン・アジアン・リージョン・リミテッド (繁体字: 衛星電視有限公司、以下STAR)となった。社長にはハチソン・ワンポアからの人物である李沢楷が就任していた。
同社はチャンネルの運営にあたりStar TV（繁体字: 衛星電視）というブランド名を使用していた。設立当初はハチソン・ワンポアが中信集団、Cable & Wireless Worldwideと共に設立したコンソーシアムであるアジアサットが運営する通信衛星「アジアサット1」でチャンネルを放送しており、放送区域は極東から中東にまで及んでいた。STARは以下5つの広告付き無料放送チャンネルを展開していた。
1. Prime Sports（體育台; 1991年8月26日開局）：24時間放送のスポーツ専門チャンネル。英語と中国語で放送。
2. MTV Asia（音樂台; 1991年9月15日開局）：ポピュラー音楽に特化した24時間放送の音楽専門チャンネル。英語、ヒンディー語、中国語で放送され、アメリカの音楽専門チャンネルMTVを所有していたバイアコム社との共同事業であった。
3. BBCワールド・サービス・テレビジョン（英語版）（新聞台; 1991年10月14日開局）：BBCのニュース、時事問題、情報を24時間放送する専門チャンネル。イギリス本国でのBBCとは異なり、バラエティ番組は放送されなかった。
4. Chinese Channel（中文台; 1991年10月21日開局）：香港の無綫電視と亜州電視が中国本土から24時間放送する中国語のバラエティ専門チャンネル。中国、香港、マカオ、台湾、シンガポールを含む他の中華圏のテレビシリーズも放送していた。
5. Star Entertainment（娛樂台; 1991年12月15日開局）：アメリカ、イギリス、オーストラリア、ニュージーランドなど英語圏のドラマやバラエティ番組を24時間放送していたバラエティー専門チャンネル。

1992年10月1日、STARはインドのヒンディー語テレビチャンネルZee TVの放送を開始。
1993年2月、テレビジョン・ニュージーランドの前局長であったジュリアン・マウンター（Julian Mounter）が社長兼CEOに任命された。
1993年6月、有線電視との間で、Prime Sports、MTV Asia、BBCワールド・サービス・テレビジョンの番組の放送権を有線電視が取得するという契約を結んだが、この契約は番組の供給をめぐる両者間の不和により1994年2月に破棄されることとなった。

### 旧ニューズ・コーポレーションへの売却
Star TVの視聴率は年々アジア全域で上昇し、広告主も現れたものの、事業は損失を出していた。そこでSTARは、特に暗号化されたチャンネルを流す有料テレビシステムを立ち上げるべく、財政投資、英語番組の追加、技術支援をしてくれる英語圏の国のパートナーを探していた。
1993年4月下旬、イギリスの出版大手ピアソンがSTARの所有者に接触し、最大で1億英ポンドを支払うことを申し出た。 ピアソンは当時本国でのテレビ事業の拡大を計画していたが法律による規制のため断念し、代わりに本国以外でのメディア事業の拡大を目指していた。同社はSTARへの出資比率を66%にまで高めようとしていたが、STARの所有者である李家とハチソン・ワンポアが積極的な株主であり続けることという条件を提示されたため、最終的には断念したとされている。
その後オーストラリアの実業家ルパート・マードックとの交渉に臨んだものの、マードックが経営の支配権を要求したため、当初は決裂したと伝えられていた。 しかし、1993年7月、マードックが所有するニューズ・コーポレーションがSTAR資本の63.6%を5億2500万米ドルで購入。その購入資金の半分は現金、半分はニューズ・コーポレーションの普通株で賄われた。この取引は同社が規制上の問題から無綫電視の22％の資本獲得に失敗した後に行われた。1995年7月、同社は残りの36.4％を2億9900万米ドルで取得し、買収が完了。李家とハチソン・ワンポアは、STARのチャンネルの衛星向け通信を担うHutchvision Hong Kong Limitedの株を保持することになる。李沢楷はSTARの売却で得た資金をもとに、ベンチャー企業のパシフィック・センチュリー・グループ（Pacific Century Group）を設立した。
1993年8月、STARがニューズ・コーポレーション傘下となったのに伴い、ジュリアン・マウンターが最高経営責任者の座を辞任し、後任のサム・チショルム（Sam Chisholm）が代理として就任した。
1994年にBBCワールド・サービス・テレビジョンが同社の北東アジア向け衛星放送から外されたことが物議を醸したため、代替として英語映画チャンネルのStar Movies（現Fox Movies）と中国語映画チャンネルのStar Chinese Moviesの放送が開始された。
STARはMTVを所有するバイアコムとの提携を解消したため、MTV Asiaの後継として新たにChannel Vを開局した。インド版は1994年5月に開始され、その後姉妹チャンネルとしてChannel V International、Channel V Thailand、Channel V Korea、Channel V Japanが追加された他、北京語版、ベトナム語版、広東語版の3つのチャンネルが加わった。
1996年3月30日、香港時間午後7時、Star TVは特定の地域ごとにStar PlusとStar Chinese Channelに分割された。
- Star Plusは南アジアと中東の視聴者向けのチャンネルとして引き継がれ、東アジアと東南アジアの視聴者向けのチャンネルとして新たにStar Worldが開局した。
- Star Chinese Channel（繁体字: 衛視中文台）は台湾の視聴者向けのチャンネルとして引き継がれ、香港と中国本土の視聴者向けに鳳凰衛視中文台が提供された。

1996年5月6日、STARはビバ・エンターテインメントと提携して24時間放送のフィリピン語映画チャンネル、Viva Cinemaを開局した。このチャンネルは、STARが同社との提携を解消したことにより、2003年8月1日にPinoy Box Officeとしてリブランディングされている。
1996年10月、Prime SportsよりリブランディングされたStar Sportsのアジアでの赤字事業をESPNアジアと統合することで合意。ESPNアジアの事業拠点があったシンガポールで、新たな合弁事業としてESPN Star Sports（現Fox Sports）を開局した。
1997年には、中東を対象としたテレビチャンネルパッケージ「Star Select」を開始。
1998年2月18日、STARはNew Delhi Television社と提携してインドを対象としたニュースチャンネル、Star Newsを開局。同チャンネルは2003年に提携先がABP Groupに変わり、2012年にスター・インディア（現：ディズニー・スター）が株を売却したため、現在はABP Newsと名前を変えている。
1999年5月には、放送を担う通信衛星をそれまでのアジアサット1およびアジアサット2からアジアサット3Sに移行した。
2000年1月15日、STARは東南アジア版ディズニーチャンネル（英語版）の放送と広告宣伝を行う会社として、ウォルト・ディズニー・カンパニーとのパートナーシップを締結した。
2000年7月1日、Zee TVがSTARとの提携を解消したため、Star Plusをヒンディー語の娯楽チャンネルに転換し、代替の英語娯楽チャンネルとしてStar Worldをヒンディー語圏の地域に導入した。
2001年1月1日午前0時、STARはStar TVをテレビ放送のブランドからマルチサービス、マルチプラットフォームブランドへと進化させることを反映し、TVを抜いたStarへと名称を変更した。これにより中国語では、以後「衛星電視」ではなく「星空傳媒」と表記されるようになった。

### 2009年の組織再編、東・東南アジアへの再集中
2009年8月19日、ニューズ・コーポレーションはSTARの組織再編を発表した。スター・インディアとStar Greater Chinaは香港のSTAR本社から分離され、2社の前代表は当時の同社会長兼欧州・アジア担当最高責任者のジェームズ・マードックの直属となった。再編計画の詳細は以下の通りである。
- スター・インディアはインドにおけるSTARの全事業と、同地域におけるFoxブランドのチャンネルの販売・配給事業を引き継ぐ。加えて、中東、イギリス、アメリカの配給オフィスも引き継ぐ。
- Star Greater Chinaは、Star Chinese Channel、Star Chinese Movies、Star Chinese Movies 2、Xing Kong、Channel V Mainland ChinaとFortune Starの映画ライブラリーを管理する。
- STARは、フォックス・インターナショナル・チャンネルズ・アジア・パシフィックと社名を変更し、今後は東アジアと東南アジアでの事業に注力する。また、NGC Network Asia, LLCからFICチャンネルを引き継ぎ、中東での配給を行う。さらにスター・インディアとStar Greater Chinaのチャンネルを中東以外のアジア地域にて配給する。

この再編が行われたにもかかわらず、STARはすぐに社名を変更することはなく、2014年9月2日に法的名称をフォックス・インターナショナル・チャンネルズ・アジア・パシフィック・リミテッドに変更しただけだった。
2010年8月、ニューズ・コーポレーションが中国本土における資産の支配権をChina Media Capital（CMC）に売却することが発表された。Xing Kong（国内版と国際版の両方）とChannel V Mainland China、それにFortune Starの映画ライブラリーが売却対象になり、その過程でStar China Mediaという合弁会社が創設された。CMCは2014年1月にStar China Mediaの残りの株式を取得した。
2012年6月、ニューズ・コーポレーションがESPN Internationalの合弁会社ESPN Star Sportsの株式を購入することが発表された。香港、台湾、東南アジアで放送されている現地版のESPNは2013年1月28日にFox SportsとしてリブランディングされESPN Star Sportsは2014年8月15日にFox Sports 2となった。このリブランディングはインドと東アジアには影響を与えておらず、インドではスター・インディアがESPN Star Sportsのインド子会社を引き継ぎ、2013年11月6日にスター・インディアが保有するすべてのスポーツチャンネルがそれまで保持していたESPNからStar Sportsとしてリブランディングされた。また、中国本土と韓国向けのStar Sportsは名称を維持し、代わりに中国本土向けのESPNが2014年1月1日にStar Sports 2にリブランディングされた。
2011年に起きたニューズ・コーポレーションの不祥事を受け、2013年6月28日に旧ニューズ・コーポレーションは2代目となるニューズ・コープと21世紀フォックスに分割され、テレビ事業は21世紀フォックスに移管された。
2013年10月、21世紀フォックスが（Starを通じて）保有していた鳳凰衛視の株式12.15%をTPGキャピタルに16億6000万香港ドル（約2億1373万米ドル）で売却した。これと併せて、2014年にStar China Mediaを売却したことにより、21世紀フォックスは中国本土のテレビ娯楽市場から撤退することとなった。
2014年までにFox International Channels Middle East(現Fox Networks Group Middle East）はStar Selectから中東と北アフリカにおけるStar World、Star Movies、ナショナル ジオグラフィック、Fox、Channel V International、Baby TV、Sky Newsなどの配給を引き継いだ。
2016年1月、同社の親会社であるFox International Channelsが、Fox Networks Group Europe、Fox Networks Group Latin America、Fox Networks Group Asia（以下FNG Asia）の3部門に分割され、それぞれの責任者がすべてアメリカのFOXネットワークス・グループのCEOであるピーター・ライス（Peter Rice）とCOOのランディ・フリア（Randy Freer）の直属となったため、独立した部門としてのFox International Channelsは廃止されることになった。それに伴い、2016年2月29日にフォックス・ネットワークス・グループ・アジア・パシフィック・リミテッド（繁体字: 福斯傳媒有限公司、以下FNGアジア・パシフィック）に社名を変更した。
2017年12月5日、スター・インディアの会長兼CEOであるウダイ・シャンカール（Uday Shankar）が21世紀フォックスのアジア担当社長に就任し、FNG Asiaの社長はシャンカールに直属することとなった。

### ディズニーによる買収とチャンネル終了
ディズニーによる21世紀フォックスの買収に伴い、FNGアジア・パシフィック（FNG台湾、FNGの中国本土における残りの事業を含む）、およびスター・インディアはディズニーの傘下に入り、FNG AsiaはWalt Disney Direct-to-Consumer & International (現：Disney International Operations)に統合された。FNG Asiaは北アジア、インド、東南アジアの3つの支部に分割され、Disney Internationalの体制に組み込まれることになった。この再編とレイオフは2020年6月29日に開始され、FNG Asiaの九龍本社を中心にレイオフが実施された。
2021年4月27日、ウォルト・ディズニー・カンパニーは、2021年10月1日午前1時（香港時間）より、Fox Sports Asiaを含む全18のケーブルチャンネルの放送を正式に終了することを発表した。またFox Movies Asia（Fox Action MoviesとFox Family Moviesを含む）は、Disney+（シンガポールとフィリピン以外の東南アジア諸国ではDisney+ Hotstar）の展開を優先させ2021年初頭からウォルト・ディズニー・スタジオ作品の放送を終了していたことが明らかになった。
この計画では、ナショナルジオグラフィック（ナショジオ ワイルドを含む）、Star Chinese Channel、Star Chinese Moviesは放送を継続し、Fox Sportsの番組のほとんどは、新設されたSPOTVや、競合チャンネルのBeIN Sportsなどの他のスポーツ放送局に移行し、ディズニーおよび20世紀スタジオの映画、特に新作は、Disney+（またはDisney+ Hotstar）に配信先を移管することになっていた。 
このため、ケーブルテレビ事業の停止に伴い、一部の社員が同社を退職することになった。
この決定は、特に東南アジアの一部の小規模な市場においてDisney+のサービス開始予定がないことに加え、一部地域ではインターネット接続が不十分であることから批判を浴びた。
台湾では、ディズニーチャンネルは2022年1月1日（台湾標準時）の深夜に正式に放送・配信を終了し、Disney+へと番組が移行。Fox Movies TaiwanとFox TaiwanがそれぞれStar Movies GoldとStar Worldとしてリブランディングされた。これにより、既存のStar Chinese MoviesおよびStar Chinese Channelと共に、ディズニー/Fox系のチャンネルがStarブランドの下で運営される唯一の国となった。
2021年10月1日、フォックス・ネットワークス・グループ・アジア・パシフィック・リミテッドは正式にディズニー・ネットワークス・グループ・アジア・パシフィックに改称されたが、2024年1月1日、ディズニー・ネットワークス・グループ・アジア・パシフィックは解散した。

### かつて運営していたチャンネル
- Baby TV - 未就学児以下の子どもを対象とした、24時間放送の教育専門チャンネル
- Channel [V] - 音楽専門チャンネル（Australia、China、India、International、Taiwan、Thailand）
- Disney Channel（フィリピン、インドネシア、タイ、ベトナム）
- Fox Sports Asia - STARとFOXスポーツの合弁
  - Fox Sports - 旧Prime Sports，STAR Sports
  - STAR Cricket - クリケット専門チャンネル
  - SCM Legend（衞視卡式台）、旧STAR Chinese Movies 2（衛視電視2台） - 香港に広東語と北京語の放送で・シンガポール、インドネシア、アメリカ合衆国、カナダに北京語の放送で提供
- FOX Crime（日本ではスカパー!で「サスペンスシアター FOXCRIME」として放送）
- Fox Life - 英語チャンネル。旧STAR Plus，STAR World
- Fox Movies - ハリウッド映画中心。旧STAR Movies
- ヒストリーチャンネル（インド）
- ナショナル ジオグラフィック（National Geographic） - 24時間放送の総合ドキュメンタリー専門チャンネル
- Nat Geo Adventure
- ナショジオ ワイルド（Nat Geo Wild） - 24時間放送の自然および野生動物のドキュメンタリー専門チャンネル
- Star Chinese Channel（衛視中文台） - 24時間放送の中国語（マンダリン）の娯楽専門チャンネルで、台湾および台湾国外向け
- Star Chinese Movies（衛視電影台） - 24時間放送の中国語（香港チャンネルに広東語・台湾チャンネルと東南アジアチャンネルにマンダリン）映画専門チャンネル
- Star Entertainment Channel - 台湾のIPTVサービスおよび一部のケーブルテレビで視聴可能なチャンネル
- Star Movies Gold、Star Movies HD - 24時間放送の台湾向け英語映画専門チャンネル
- Star Plus - ヒンディー語チャンネル
- Star One - ヒンディー語チャンネル
- Star Gold - ヒンディー語映画チャンネル
- Star News - ヒンディー語ニュースチャンネル。現・ABP News
- Star Utsav - ヒンディー語チャンネル（Free-to-air = ノンスクランブル放送）
- Star Vijay - タミル語チャンネル
- Star World Taiwan - 24時間放送の英語の娯楽専門チャンネル
- Xing Kong - 中国語（マンダリン）総合娯楽専門チャンネル（中国、シンガポール、マレーシア、フィリピン、中東、インド、インドネシア）
- Zee TV - 24時間放送のヒンディー語娯楽専門チャンネル。1999年に提携を解消

※太字は公式ウェブサイトで地域名「Japan」を選択すると視聴可能と表示されるチャンネル。

## 日本での展開
2008年現在、日本は放送の対象エリアからは外れているが、巨大アンテナを設置することで受信可能ではある。公式ウェブサイトで地域名「Japan」を選択すると視聴可能と表示されるチャンネルは、主にインド向けチャンネルである。
放送開始当初は、日本の放送法による放送ではなかったため、これを受信することは無線通信の傍受に当たり、ケーブルテレビなどでの再送信は窃用になり、不可能であった。一方、スターTVは、衛星アンテナを搭載した約10万世帯以上の日本の家庭で受信できた。しかし、1994年の放送法改正により、郵政省（当時）が外国の通信衛星を利用した不特定多数向けの音声・映像配信サービスを「放送」に該当すると確認されたサービスと定義し、確認されたチャンネルについては受信・再送信が解禁された。
1995年4月19日、スターTVの4チャンネル（Prime Sports、Channel [V]、Chinese Channel、STAR Plus）が「放送」に該当すると確認された。翌1996年4月、STAR Plusの日本向け放送が開始、ジュピターテレコム傘下の一部ケーブルテレビ局などで再送信された。
1996年、ニューズ･コーポレーションによるJスカイB計画の一環として、ソフトバンクとの合弁でスカイエンターテイメント（現・ジェイ・スポーツ・ブロードキャスティング）を設立、翌1997年よりパーフェクTV!（現・スカパー!）でSTAR Plus（スタープラス／アジアTV）、Channel [V]、およびSTAR MOVIE（のちに「スカイ名画座」に変更）の放送が開始された（2000年3月末で放送終了）。
Channel [V]については、ニューズ・ブロードキャスティング・ジャパン（NBJ、現・FOXネットワークス）により、2002年1月まで放送が続けられたが、音楽専門チャンネル・スペースシャワーTVを運営するスペースシャワーネットワークに事業を承継、同年3月末に放送終了した（同年4月よりスペースシャワーVideo Music Ch.（現・100%ヒッツ!スペースシャワーTVプラス）が放送されている）。ちなみに、Channel [V]事業承継がNBJの会社分割の形を取ったことにより、NBJおよびスターTVの親会社であるニューズ･コーポレーションがスペースシャワーネットワーク株式の約10%を保有していた（2005年7月、スカイパーフェクト・コミュニケーションズ（現・スカパーJSAT）に売却）。
スペースシャワーTVはかつてChannel [V]の番組「Music Update Tokyo」を制作しており、スペースシャワーTVとChannel [V]のスタッフがアニメ専門チャンネル・アニマックスの開局当初のブランディングを担当していた。
2021年10月27日からウォルト・ディズニー・ジャパンが運営している定額制動画配信サービスの「Disney+」に本サービスと同一名称の配信ブランドである「スター」が追加されることが同年9月1日に発表された。これにより、事実上19年ぶりに日本に再進出することになった。